# 汉斯·施密特 (中将)
汉斯·施密特（Hans Schmidt，1895年3月14日—1971年11月28日）是一位纳粹德国国防军将领，曾任第68步兵師以及第275步兵師指揮官並获颁騎士鐵十字勳章。1944年6月6日，他曾率部防守奥恩河以及卡昂运河上的公路桥，但作战失败，桥梁失守。